# Bramhope
Bramhope – wieś w Anglii, w hrabstwie ceremonialnym West Yorkshire, w dystrykcie metropolitalnym Leeds. Leży 11 km na północny zachód od centrum miasta Leeds i 282 km na północ od Londynu. Miejscowość liczy 3400 mieszkańców.